# 手稲警察署
手稲警察署（ていねけいさつしょ）は、北海道警察本部が管轄する札幌方面の警察署の一つである。

## 沿革
- 2004年（平成16年）10月：西警察署から分離し、手稲警察署が設置された。

## 組織
- 署長（警視）
- 副署長（警視）
  - 警務課（警務係、犯罪被害者支援係、相談係）
  - 留置管理課（管理係）
  - 会計課（会計係）
- 刑事・生活安全官（警視）
  - 刑事第一課（指導係、強行犯係、盗犯係、鑑識係）
  - 刑事第二課（知能犯係、組織犯罪対策係、薬物銃器対策係）
  - 生活安全課（生活安全係、少年係、生活経済・保安係、許可係）
- 地域・交通官（警視）
  - 地域課（企画係、実務指導係、地域係、自動車警ら係）
  - 交通第一課（企画・規制係、指導係）
  - 交通第二課（捜査係）
- 警備課（公安係、外事係、警備係）

## 交番
全て手稲区内に所在。括弧内は所在地を表す。
- 稲積交番（新発寒5条6丁目2-8）
- 稲穂交番（稲穂3条7丁目6-10）
- 手稲交番（手稲本町3条1丁目1-6）
- 手稲山口交番（明日風1丁目1-16）
- 西宮の沢交番（西宮の沢4条2丁目1-5）
- 星置交番（星置1条4丁目7-1）
- 前田交番（前田5条15丁目8-13）

## アクセス
- 北海道旅客鉄道（JR北海道）稲積公園駅から徒歩5分
- 北海道中央バス石狩営業所、ジェイ・アール北海道バス札樽線「富丘1条4丁目」バス停下車 徒歩2分

## 備考
- 2011年3月、各課を統合し課長に警視を充てその下に警部の統括官を配置。
- 2012年より各課の統括官を課長代理に改称した。
- 2013年より各課を統括するため地域・交通官などの管理官級ポストを新設して警視を充て、各課の課長を警部にした。